# Bernard Benton
Bernard Benton (* 6. Januar 1957 in Toledo, Ohio) ist ein ehemaliger US-amerikanischer Boxer und sowohl WBC- als auch „Ring Magazine“- sowie Linearer Weltmeister im Cruisergewicht.

## Profikarriere
Benton musste schon in seinem vierten Profikampf seine erste Niederlage einstecken. 1984 schlug er den ungeschlagenen Südafrikaner Pierre Coetzer (9-0-0) und Rickey Parkey jeweils nach Punkten und verlor gegen Marvis Frazier. Am 27. März im Jahr darauf trat er gegen den ungeschlagenen Boone Pultz (10-0-0) um den USBA-Gürtel an und scheiterte.
Im September desselben Jahres eroberte er durch Mehrheitsentscheidung gegen Alfonso Ratliff den Weltmeistertitel des Verbandes WBC. Bereits in seiner ersten Titelverteidigung musste er den Gürtel schon an Carlos De León abgegeben. Gegen Pierre Coetzer (21-1-0), gegen den er 1984 nach Punkten gewonnen hatte, verlor er 1987 durch T.K.o.
Nach dreijähriger Inaktivität gab Benton im Jahre 1990 gegen Alex Garcia (17-1-0) sein Comeback und verlor durch klassischen K. o. in Runde 2. Seine letzten drei Kämpfe konnte er allerdings gewinnen.